# Ostatnia strzała
Ostatnia strzała (kor. 최종병기 활 Choejongbyeong-gi hwal) – południowokoreański historyczny film akcji z 2011 roku. Został wyreżyserowany przez Lee Won-suka, a w rolach głównych wystąpili Park Hae-il, Moon Chae-won i Ryu Seung-ryong. Miał swoją premierę 10 sierpnia 2011 roku. Akcja filmu rozgrywa się po drugiej inwazji mandżurskiej na Koreę, film przedstawia historię łucznika, który ryzykował życie, aby uratować swoją siostrę przed niewolnictwem pod rządami księcia Dorgona.
Zdobył uznanie krytyków za szybkie tempo akcji i sceny walk, przyciągnął ponad 7,47 mln widzów, co czyni go najbardziej dochodowym koreańskim filmem z 2011 roku.

## Obsada
- Park Hae-il jako Choi Nam-yi
- Moon Chae-won jako Choi Ja-in
- Kim Mu-yeol jako Kim Seo-goon
- Ryu Seung-ryong jako Jyuushinta
- Park Ki-woong jako Dorgon
- Ryōhei Ōtani jako Nogami
- Kim Ku-taek jako Gang-du
- Lee Han-wi jako Gab-yong
- Lee Geung-young  jako Kim Mu-seon
- Kang Eun-jin jako Eun-yi
- Lee Seung-joon jako Wan-han
- Lee Jae-gu jako Hoo-man
- Park No-shik jako Jang-soon
- Lee David jako młody Nam-yi
- Jeon Min-seo jako młoda Ja-in
- Yoon Dong-hwan jako Choi Pyeong-ryung

## Nagrody i nominacje
| Rok  | Nagroda                                       | Kategoria                                              | Wynik     |
| ---- | --------------------------------------------- | ------------------------------------------------------ | --------- |
| 2011 | 48. Grand Bell Awards                         | Najlepszy film                                         | Nominacja |
| 2011 | 48. Grand Bell Awards                         | Najlepszy aktor (Park Hae-il)                          | Wygrana   |
| 2011 | 48. Grand Bell Awards                         | Najlepsza nowa aktorka (Moon Chae-won)                 | Wygrana   |
| 2011 | 48. Grand Bell Awards                         | Najlepsze zdjęcia (Kim Tae-seong, Park Jong-chul)      | Nominacja |
| 2011 | 48. Grand Bell Awards                         | Najlepsza scenografia (Jang Chun-seop)                 | Nominacja |
| 2011 | 48. Grand Bell Awards                         | Najlepsze kostiumy (Kwon Yu-jin)                       | Nominacja |
| 2011 | 48. Grand Bell Awards                         | Najlepsze efekty specjalne (Han Young-woo)             | Wygrana   |
| 2011 | 48. Grand Bell Awards                         | Najlepszy montaż dźwięku (Choi Tae-young)              | Wygrana   |
| 2011 | 31. Korean Association of Film Critics Awards | Najlepsze zdjęcia (Kim Tae-seong, Park Jong-chul)      | Wygrana   |
| 2011 | 31. Korean Association of Film Critics Awards | Najlepsze efekty specjalne (Han Young-woo)             | Wygrana   |
| 2011 | 32. Blue Dragon Film Awards                   | Najlepszy film                                         | Nominacja |
| 2011 | 32. Blue Dragon Film Awards                   | Najlepszy reżyser (Kim Han-min)                        | Nominacja |
| 2011 | 32. Blue Dragon Film Awards                   | Najlepszy aktor (Park Hae-il)                          | Wygrana   |
| 2011 | 32. Blue Dragon Film Awards                   | Najlepszy aktor drugoplanowy (Ryu Seung-ryong)         | Wygrana   |
| 2011 | 32. Blue Dragon Film Awards                   | Najlepsza nowa aktorka (Moon Chae-won)                 | Wygrana   |
| 2011 | 32. Blue Dragon Film Awards                   | Najlepsze zdjęcia (Kim Tae-seong)                      | Nominacja |
| 2011 | 32. Blue Dragon Film Awards                   | Najlepsza scenografia (Jang Chun-seop)                 | Nominacja |
| 2011 | 32. Blue Dragon Film Awards                   | Najlepsze oświetlenie (Kim Gyeong-seok)                | Nominacja |
| 2011 | 32. Blue Dragon Film Awards                   | Najlepsza muzyka (Kim Tae-seong)                       | Nominacja |
| 2011 | 32. Blue Dragon Film Awards                   | Technical Award (Oh Se-young)                          | Wygrana   |
| 2011 | 32. Blue Dragon Film Awards                   | Audience Choice Award for Most Popular Film            | Wygrana   |
| 2011 | 20. Buil Film Awards                          | Najlepsze zdjęcia (Kim Tae-seong, Park Jong-chul)      | Wygrana   |
| 2011 | 20. Buil Film Awards                          | Buil Readers' Jury Award (Kim Han-min)                 | Wygrana   |
| 2012 | 6. Asian Film Awards                          | Najlepszy aktor (Park Hae-il)                          | Nominacja |
| 2012 | 6. Asian Film Awards                          | People's Choice Award for Favorite Actor (Park Hae-il) | Nominacja |
| 2012 | 48. Baeksang Arts Awards                      | Najlepszy aktor (Park Hae-il)                          | Nominacja |